# Bilice
Bilice (olaszul: Bilizze) falu és község Horvátországban Šibenik-Knin megyében.

## Fekvése
Šibenik központjától légvonalban 6, közúton 8 km-re északnyugatra, Dalmácia középső részén, a Krka-folyó tóvá kiszélesedő alsó folyásának déli partján fekszik. A megye egyik legkisebb területű községe Šibenik és Skradin határán helyezkedik el.

## Története
A településtől nyugatra a Szent József-csatornában előkerült történelem előtti és ókori leletek alapján megállapítható, hogy területén már ősidők óta éltek emberek. A Dedića punta nevű helyen római villa rustica maradványai kerültek elő. Előkerült egy töredékes felirat és két másik felirat töredék is, melyet nem sikerült kiegészíteni. Egy növényi mintás és Maria monogramos kőtáblát a knini múzeumba vittek és tettek vizsgálat tárgyává. Bilice első templomát már a horvátok ide érkezése előtt felépítették. Ezt igazolják a helyén talált töredékek, melyek az 5. vagy a 6. századra utaló motívumokat és stílust mutatnak. Ami az írásos forrásokat illeti Bíborbanszületett Konstantin császár a 10. században írt művében már ír egy „Belitcein” nevű helyről, melyet Vjekoslav Klaić történész a mai Bilicével azonosított. A település első konkrét említése azonban csak 1298-ban a šibeniki püspökség alapításakor történt, eszerint ekkor Bilice a žažvini plébániához tartozott. A korabeli feljegyzések szerint a falu első, még fából készült temploma a 156 méter magas Pomišljaj-hegyen a mai templom helyén állt. Építtetője valószínűleg a šibeniki Mrzinić (Merzinich) család volt. Az első feljegyzés 1448-ból származik, amikor György püspök megemlíti Damján nevű papját is. A templomot gondozó testvériség szabályzata 1452-től ismert. Ebben megemlítik a testvériség több tagját, köztük 1482-ben az első között Simon fia Gergelyt papjával Mihovil Radinović-csal együtt. Az is ismert, hogy a templom egy török támadásban súlyosan megsérült és a Szűzanya képét átvitték a šibeniki varoši Szent Kozma és Damján templomba, amelyet aztán szintén leromboltak a török háborúk során. 1797-ben a Velencei Köztársaság megszűnésével a Habsburg Birodalom része lett. 1806-ban Napóleon csapatai foglalták el és 1813-ig francia uralom alatt állt. Napóleon bukása után ismét Habsburg uralom következett, mely az első világháború végéig tartott. A településnek 1857-ben 402, 1910-ben 897 lakosa volt. Az I. világháború után rövid ideig az Olasz Királyság, ezután a Szerb-Horvát-Szlovén Királyság, majd Jugoszlávia része lett. A település lakói közül sokan részt vettek a helyi és távolabbi háborúkban. Ismert, hogy számos bilicei harcolt a spanyol polgárháborúban. A második világháború során 190-en estek el vagy haltak meg, és egyetlen sértetlen ház sem maradt. Később sokan vándoroltak ki külföldre, részben a szegénység elől, részben politikai okokból. A délszláv háborúban is sok bilicei harcolt és járult hozzá a független horvát állam fennmaradásához, miközben magát a települést csak kisebb károk érték. A háborúnak egy helyi halálos áldozata is volt. Lakossága 2011-ben 2307 fő volt.

## Lakosság
A legutóbbi, 2011-es népszámlálás szerint Bilicén 2307 lakos élt. Bilice község 24 kis településből áll, Butkovići, Novo–naselje, Piližote, Gatara, Grubišić, Buva, Mikulandra, Šparadići, Čaleta-car, Bura, Slavice-Karloviči, Petrovići, Ćaleta, Kalik, Lugovići, Dulibići, Slavica-Jolići, Mihaljevići, Slavica -Paprčići, Radići, Juras, Krnić, Jakšić, Sekulić és Perišić. Általában az itt lakó családok neveit viselik. E kis települések öt nagyobb településbe rendeződnek, ezek Novo Naselje, Podlukovnik, Podtrtar, Stubalj és Vrulje.
Bilice első népességi adata még 1298-ból való, amikor 20 házában 204 fő lakott, de ebből maga a szorosabb értelemben vett Bilice 10 házzal és 51 fővel rendelkezett. A žažvini plébánia összeírása megemlíti Presuć (az egykori Prisuti vagy Opatija) falut is, mely Velika és Mala Pomišlje és Dračine között feküdt és amelynek 9 háza és 62 lakosa volt. Az újabb népszámlálások szerint 1825-ben Bilicén 32 ház állt, míg Vruljén 20, Lukovnjakon pedig 19 ház volt. A lakosság további alakulása az alábbi táblázatból látható:
| Lakosság változása | Lakosság változása | Lakosság változása | Lakosság változása | Lakosság változása | Lakosság változása | Lakosság változása | Lakosság változása | Lakosság változása | Lakosság változása | Lakosság változása | Lakosság változása | Lakosság változása | Lakosság változása | Lakosság változása | Lakosság változása |
| ------------------ | ------------------ | ------------------ | ------------------ | ------------------ | ------------------ | ------------------ | ------------------ | ------------------ | ------------------ | ------------------ | ------------------ | ------------------ | ------------------ | ------------------ | ------------------ |
| 1857               | 1869               | 1880               | 1890               | 1900               | 1910               | 1921               | 1931               | 1948               | 1953               | 1961               | 1971               | 1981               | 1991               | 2001               | 2011               |
| 402                | 363                | 544                | 579                | 709                | 897                | 947                | 1.398              | 1.301              | 1.384              | 1.432              | 1.368              | 1.396              | 1.643              | 2.179              | 2.307              |

## Nevezetességei
- A Pomišljaji Boldogasszony tiszteletére szentelt plébániatemploma középkori eredetű. A régi feljegyzések szerint a 15. század közepén már állt és egészen 1570-ig fából volt az épület. Építtetője a šibeniki Mrzinić család lehetett. A 16. században egy török betörés során valószínűleg leégett. Oltárképét Šibenikbe menekítették és végleg ott maradt. Ezután a templomot már kőből építették újjá, majd 1879-ben teljesen megújították. Felszentelését 1880. november 29-én végezte Fosco šibeniki püspök. A harangtorony és az oltár Domenico Pasini vagy apja Giacopo munkája. 1914-ben újra bővítették és új homlokzatot is kapott, de a munkákat sokáig anyagi nehézségek hátráltatták és 1923-ig húzódtak el. 1969-ben megújították. A délszláv háború után bevezették a vizet és az áramot, felépült az emlékkereszt, környezete aszfalt burkolatot és parkolót kapott. Megújult a homlokzat és 2003-ban a főoltár új szentségtartót kapott.
- Jerkulavac nevű településrészén kápolna állt, melyet valószínűleg a török rombolt le. Az új kápolnát 1869 októberében kezdték építeni és 1870. szeptember 19-én szentelte fel Zafron püspök a Segítő Szűzanya tiszteletére.
- A Stubalj-öbölben található az ún. Šuplja gomila,[5] melyet ovdas halomnak tudunk fordítani. Egy többé kevésbé szabályosan faragott, lapos kövekből rakott építmény, bejárata felett kőgerendával. A bejárattól jobbra kis négyszögletes nyílás található. Belseje szabálytalan boltozású egy belső folyosóról nyíló kőfülkékkel. A valószínűleg 14.- 15. században készített építmény talán menedékhelyként funkcionált, de nem zárható ki a szakrális eredet sem.

## Fordítás
Ez a szócikk részben vagy egészben  a   Bilice című horvát Wikipédia-szócikk ezen változatának fordításán alapul.  Az eredeti cikk szerkesztőit annak laptörténete sorolja fel. Ez a jelzés csupán a megfogalmazás eredetét és a szerzői jogokat jelzi, nem szolgál a cikkben szereplő információk forrásmegjelöléseként.